# دائرة أزمور
دائرة أزمور هي إحدى دوائر إقليم الجديدة، التابع لجهة الدار البيضاء سطات، المملكة المغربية. تضم الدائرة 4 جماعات قروية، وبلغ عدد سكانها 86822 فرداً سنة 2004 حسب الإحصاء الرسمي للسكان والسكنى. يتبع للدائرة 11 مشيخة و107 دوار.

## التقسيمات الإداريّة
تعتبر دائرة أزمور إحدى الدوائر المشكّلة لإقليم الجديدة، وهو التقسيم الإداري من المستوى الرابع المعتمد في المغرب. ينقسم إقليم الجديدة إلى 24 جماعات قروية تختلف من حيث السكان والمساحة، والتي بدورها تنقسم إلى مشيخات تضم عدداً من الدواوير.